# Пиратство
Пира́тство (от греч. πειρατής — «разбойник, грабитель», от πειράω — «пытаюсь; пробую, ищу счастья»), морско́й разбо́й — незаконный захват, ограбление или потопление морских судов. 
Помимо захвата и ограбления торговых и других судов в мирное время, к пиратству также приравнивается нападение в военное время боевых кораблей, подводных лодок на торговые суда нейтральных государств. После появления воздушных судов термин «пиратство» также применяется в отношении незаконного захвата, ограбления или уничтожения воздушных судов.
Определение пиратству и меры борьбы с ним регламентированы в Конвенции ООН по морскому праву 1982 года. В современном международном праве пиратство является преступлением международного характера.

## Происхождение слова
Слово «пират» заимствовано в XVII веке из фр. pirate, из лат. pirata, из греч. πειρατής, из πειράω «искать счастья» + -τής, из др.-греч. πεῖρα «попытка».
В обиход оно вошло примерно в IV—III веках до н. э. До этого в Восточном Средиземноморье пользовались словом др.-греч. λῃστής или λῃστήρ «разбойник», известным ещё Гомеру.

## Античное пиратство
Пиратство, в своей первоначальной форме морских набегов, появилось одновременно с мореплаванием и морской торговлей; такими набегами занимались все прибрежные племена, овладевшие основами мореплавания. С появлением цивилизации грань между пиратами и морскими торговцами долгое время оставалась условной: мореплаватели торговали там, где не чувствовали себя достаточно сильными, чтобы грабить и захватывать в плен. Особенно дурную славу снискали и самые искусные мореплаватели древнего мира — финикийцы. В поэме «Одиссея» упоминаются финикийские пираты, похищавшие людей с острова Сирос и продававшие их в рабство. Античные пираты, в отличие от пиратов Нового времени, нападали не столько на суда, сколько на прибрежные посёлки и отдельных путников, с целью захвата их и продажи в рабство (позднее также стали требовать выкуп за знатных пленников). Пиратство отражено в античной поэзии и мифологии (миф о захвате тирренскими (этрусскими) пиратами Диониса, изложенный в гомеровском гимне и поэме Овидия «Метаморфозы», а также некоторые эпизоды в поэмах Гомера).
По мере развития торговых и правовых связей между странами и народами, пиратство стало осознаваться как одно из наиболее тяжких преступлений, и стали предприниматься попытки совместной борьбы с этим явлением. Расцвет античного пиратства приходится на эпоху анархии, вызванную Гражданскими войнами в Риме, причём базой пиратов была горная область Киликия с её крепостями; базами пиратов служили также острова, особенно Крит. Римское пиратство особенно расцвело после того, как Митридат VI Евпатор заключил союз с киликийскими пиратами, направленный против Рима. В эту эпоху среди жертв пиратов оказался, в частности, молодой Юлий Цезарь. Дерзость пиратов возросла до того, что они нападали даже на порт Рима — Остию — и однажды захватили двух преторов вместе со свитой и знаками отличия.
В 67 году до н. э. Гней Помпей Великий получил чрезвычайные полномочия для борьбы с пиратами и флот в составе 500 кораблей. Готовясь к борьбе, он приказал строить такие же корабли, какие были у пиратов. Разделив Средиземное море на 13  районов и направив в каждый район эскадру, Помпей загнал пиратов в горные крепости Киликии, которые затем взял. Вместо предполагавшихся трёх лет Помпею потребовалось три месяца, чтобы полностью ликвидировать пиратство в Средиземном море.
Оно возобновилось со следующим витком гражданских войн, причём на этот раз пиратов возглавил сын Помпея — Секст Помпей Магн, который после убийства Цезаря укрепился на Сицилии и пытался блокировать Италию. С концом гражданских войн море стало безопасным.
Пиратов в Риме казнили, как и сухопутных разбойников, распятием на кресте.

### Виды античных пиратов

#### Тевкры
Тевкры — ближневосточные пираты XV—XI веков до нашей эры, один из народов моря. Были уничтожены объединёнными силами греков во время Троянской войны.
Долопийцы (Dolopians) — древнегреческие пираты, также известные как скирийцы, во второй половине VI века до нашей эры селились на острове Скирос. Основной район их действий — Эгейское море.
Примерно в 478 году до н. э. разграбленные и проданные долопийцами в рабство греческие купцы бежали и попросили помощи у Кимона, командующего афинским флотом. В 476 году до н. э. солдаты Кимона высадились на Скирос и захватили остров, продав самих скирийцев в рабство.

#### Киликийские пираты
Киликийские пираты были хозяевами на Средиземном море со II века до н. э. до их быстрого подавления Помпеем в 67—66 годах до н. э. Базы их находились в Киликии на юго-востоке Малой Азии.

## Средневековое пиратство

### Способ ведения боя
В средние века наиболее распространённым способом пиратского нападения был абордаж (фр. abordage). Корабли противников сближались, как правило, борт в борт, сцеплялись абордажными кошками и снастями, и на корабль противника перебегали и прыгали пираты, поддерживаемые огнём с пиратского корабля.

### «Весёлый Роджер»
Идея ходить под собственным пиратским флагом, достаточно опасная и нерациональная, появилась, видимо, в целях психологического воздействия на экипаж атакуемого корабля. С этой целью устрашения первоначально использовался кроваво-красный флаг, на котором часто изображали символы смерти: скелет или просто череп. Именно от этого флага, по наиболее распространённой версии, происходит выражение «Весёлый Роджер», (англ. Jolly Roger, от фр. Joli Rouge — досл. «милый красный»). Англичане, переняв его у французских флибустьеров Вест-Индии, переделали по-своему; затем, когда происхождение забылось, возникло объяснение из «весёлой ухмылки» изображённого на флаге черепа.
Разумеется, пираты не ходили под «Весёлым Роджером», а использовали для маскировки любые другие флаги. Полотнище с черепом и костями поднималось перед нападением с целью деморализовать экипаж-добычу. В начале флаг означал, что на борту корабля эпидемия.
Были и другие флаги с символикой смерти: скрещённые сабли, смерть с косой, скелет с кубком. Наличие на флаге символа конечности бытия (песочных часов) говорило о том, что пираты не намерены брать противника в плен ради выкупа и при абордаже предполагается резня.

### Виды средневековых пиратов и пиратов нового времени

#### Ушкуйники
Ушкуйники — новгородские речные пираты, промышлявшие по всей Волге вплоть до Астрахани, главным образом в XIV веке. Разграбление ими Костромы привело к тому, что город был перенесён на нынешнее место.

#### Берберские пираты
Пираты Северной Африки, курсировавшие на шебеках и других быстроходных судах в водах Средиземного моря, но появлявшиеся и в других морях. Помимо нападений на торговые корабли, совершали также рейды и на прибрежные земли для захвата рабов. Базировались в портах Алжира и Марокко, зачастую являясь их реальными правителями. Представляли значительную проблему для ведения средиземноморской торговли. Длительное время с ними боролся Мальтийский орден.

#### Ликеделеры
В переводе «равнодольные», то есть привыкшие делить поровну всю добычу. Пираты североевропейских морей времён Ганзейского Союза. Фактически потомки древних викингов и свободолюбивого населения Северной Европы.

#### Буканьеры
Буканьер (фр. boucanier, от boucan) — это не профессиональный моряк, а охотник на одичавших коров и свиней на Больших Антильских островах (прежде всего на Гаити). Если буканьеров часто путают с пиратами, то это лишь потому, что англичане во второй половине XVII века нередко называли флибустьеров buccaneers («буканирами»). Буканьеры получили своё название от слова «букан» — решётки из сырого зелёного дерева, на которой они коптили мясо, долго не портившееся в условиях тропиков (мясо, приготовленное таким способом, также часто называли «букан»). А в шкурах животных они выпаривали на солнце морскую воду и таким способом добывали соль.

#### Буканиры
Буканир (англ. buccaneer) — это английское название флибустьера (во второй половине XVII века), а позже — синоним пирата, действующего в водах Америки. Данный термин широко использовал в своих записях английский «учёный пират» Уильям Дампир. Понятно, что термин буканир является искажением французского «буканьер» (фр. boucanier); последний, однако, относился не к флибустьерам, а к бродячим охотникам, промышлявшим на Гаити, Тортуге, Ваше и других островах Антильского архипелага.

#### Флибустьеры
Флибустьер (фр. flibustier) — морской разбойник XVII века, грабивший, главным образом, испанские корабли и колонии в Америке. Слово произошло от голландского нидерл. vrijbuiter (сравн. англ. freebooter) — «вольный добытчик». Французские пираты, обосновавшиеся в первой половине XVII века на Антильских островах, трансформировали этот термин в «флибустьер».
Флибустьер почти всегда был снабжён особой разрешительной грамотой. Она называлась «комиссией» (commission), или каперским свидетельством (Letters of Marque). Отсутствие комиссии делало флибустьера обыкновенным пиратом, поэтому флибустьеры всегда стремились её раздобыть. Она жаловалась, как правило, во время войны, и в ней указывалось, на какие корабли и колонии имеет право нападать её обладатель и в каком порту сбывать свои трофеи. Губернаторы английских и французских островов Вест-Индии, чьи колонии не получали достаточной военной помощи от метрополий, за деньги выдавали такие бумаги любому капитану.
Флибустьеры, представлявшие собой многонациональные сообщества изгоев, выходцев из различных социальных групп, придерживались своих собственных законов и обычаев. Перед походом они заключали между собой особое соглашение — англ. agreement, фр. chasse-partie (шасс-парти, или охотничий договор), в котором предусматривались условия дележа будущей добычи и правила компенсации за полученные раны и увечья (своего рода страховой полис). На Тортуге или в Пети-Гоаве (на Гаити) они отдавали французскому губернатору 10 % с добычи, на Ямайке (в 1658—1671 годах) — 1/10 часть в пользу верховного лорда-адмирала Англии и 1/15 часть — в пользу короля. Часто капитаны флибустьеров имели несколько комиссий от разных наций. Хотя основным объектом их набегов были испанские корабли и поселения в Новом Свете, нередко во время войн между Англией, Францией и Голландией они привлекались колониальной администрацией для походов против вражеских держав; в таком случае английские флибустьеры иногда нападали на французов и голландцев, а, к примеру, французские флибустьеры — на англичан и голландцев.

#### Корсары
Корсар (фр. corsaire): этим термином в странах романской языковой группы обозначались каперы. Во французском языке слово появилось в начале XIV века, происходит от итал. corsaro, от средневекового лат. cursarius, от cursus «путь», от currere «бежать». В военное время корсар получал от властей своей (или иной) страны каперское свидетельство (корсарский патент) на право грабежа неприятельской собственности, а в мирное время мог использовать так называемую репрессальную грамоту (дававшую ему право на возмездие за нанесённый ему ущерб со стороны подданных другой державы). Корсарское судно снаряжалось арматором (частным судовладельцем), который, как правило, и покупал у властей корсарский патент или репрессальную грамоту. Капитаны и члены команд такого корабля именовались корсарами. В Европе слово «корсар» использовалось французами, итальянцами, испанцами и португальцами как в отношении своих «морских партизан», так и в отношении иностранных джентльменов удачи (например, берберийцев). В немецкоязычных странах синонимом корсара является «капер», а в англоязычных странах — «приватир».

#### Каперы
Капер (нем. Kaper) — частное лицо, получившее от государства лицензию (грамоту, патент, свидетельство, поручение) на захват и уничтожение судов неприятельских и нейтральных стран в обмен на обещание делиться с нанимателем. Такая лицензия по-английски называлась Letters of Marque — каперское свидетельство. Слово «капер» возникло от глагола нидерл. kapen или немецкого нем. kapern — захватывать. В странах романской языковой группы ему соответствует «корсар», а в англоязычных странах — «приватир».

#### Приватиры
Приватир (англ. privateer, от private, от лат. privatus «частный», от privus «отдельный») — это английское название капера или корсара. Слово «приватир» не столь древнее — его первое задокументированное употребление относится к 1664 году.

#### Клефты
Клефты или морские гайдуки (хайдуты) — греческие пираты в эпоху Османской империи, нападавшие в основном на турецкие корабли.

#### Вокоу
Вокоу (кит. трад. 倭寇, пиньинь Wōkòu, буквально: «карлики-разбойники»; яп.: 倭寇 Wakō; кор.: 왜구 вэгу) — пираты изначально японской (впоследствии смешанной) этнической принадлежности, нападавшие на берега Китая, Кореи и Японии в период с XIII по XVI века (с перерывами). Хотя пираты вокоу прекратили своё существование во 2-й половине XVI века, термин вокоу продолжает активно использоваться китайской и корейской историографиями и средствами массовой информации как негативное клише для обозначения японских войск, японского правительства и японцев в частности.

## Пиратствоновейшего времени

### Китайские пираты 1918—1929 годов
Завершение Первой мировой войны привело к сокращению иностранного военно-морского присутствия у берегов Китая, который оказался в состоянии непрекращающихся внутренних военных столкновений. Результатом стало возрождение китайского пиратства, причём главари пиратов базировались в Гонконге и Макао. В 1918—1929 годах пиратские джонки грабили европейские и японские пароходы. Схема грабежа была простой — пираты садились на пароход под видом пассажиров, в условленном месте они грабили судно, убивая тех, кто оказывал сопротивление, а затем высаживались на берег или в джонки. Между двумя мировыми войнами нападениям пиратов подверглись 51 европейское и неизвестное число китайских судов.

## Законодательство относительно пиратства
Пиратство в открытом море является древнейшим преступлением, в отношении которого была обоснована допустимость универсальной юрисдикции. Цицерон первым обозначил пиратов как hostis humani generis («врагов рода человеческого»), впоследствии эта мысль была развита в очерках Гуго Гроция. И действительно, поскольку принцип mare liberum является всеобщей свободой, то, соответственно, его нарушение посягает на общие интересы всего человечества, порождая обязательства ergo omnes, и может потому преследоваться повсеместно.
Общие усилия, направленные на борьбу с пиратством, объяснимы также исключительной ролью, которую играло в ту эпоху морское судоходство. Акты пиратства нарушали его свободу в открытом море, создавая угрозу основам международной торговли. Основная заинтересованность в легитимации новых инструментов борьбы с пиратством была у великих держав, и прежде всего — Великобритании.
По прошествии времени, преступления пиратства и связанные с ними правила юрисдикции были подвергнуты международной кодификации.

## Экономика
Экономическая сторона пиратства является предметом научного исследования.

## В массовой культуре

### Художественная литература
Пиратство издавна широко представлено было в культуре, как в реалистической, так и в романтизированной манере. Во времена античности и в эпоху Средневековья явление это нередко рассматривалось не столько как преступное, сколько как обыденное и вполне привычное, существовавшее рука об руку с коммерческим мореплаванием и работорговлей. Морские разбойники действуют в античных романах вроде «Левкиппы и Клитофонта» Ахилла Татия, «Дафниса и Хлои» Лонга и «Херея и Каллирои» Харитона (II в. н. э.), исландские саги бесстрастно повествуют о грабительских вояжах викингов, а в «Декамероне» Бокаччо почтенный флорентийский доктор Симоне да Вилла запросто рассуждает о том, не отправиться ли ему «корсарить».
Лишь эпоха Великих географических открытий и последовавший за ней раздел Океана европейскими державами (XV—XVII вв.) пробудили новый интерес к пиратству как к социальному явлению, вызвав к жизни демонизированный образ грабителя морей, посягавшего на интересы государства и правящей элиты. На протяжении XVIII—XIX веков сформировалось множество литературных клише, которые навсегда оказались связаны с образом пирата, например, Весёлый Роджер, деревянная нога, попугай на плече и глазная повязка. Историки отмечают, что глазные повязки не были распространены среди пиратов, но появились, как характерный атрибут их внешности, в мультфильмах XX века(таких как «Остров сокровищ» 1988 года), а на флагах их, наряду с адамовой головой, изображалось немало других символов. Большинство остальных расхожих стереотипов о пиратах, вроде любви исключительно к рому или обычая хранить в земле мифические клады, также не подтверждаются источниками и являются продуктами массовой культуры новейшего времени.
Романы о пиратах в привычной нам форме оформились в XVIII веке. Имевшие широкий успех художественные произведения, такие как «Пираты Америки» (1678) Александра Эксквемелина, «Всеобщая история грабежей и смертоубийств, учинённых самыми знаменитыми пиратами» (1724) Чарльза Джонсона, «Жизнь и пиратские приключения славного капитана Сингльтона» (1720) Даниеля Дэфо, положили начало художественной литературе о пиратах. С появлением пароходов и практически полным исчезновением «настоящих» пиратов, в первую очередь карибских, литература о пиратах романтизировалась. Характерным примером литературы о морских разбойниках этого периода является поэма Джорджа Байрона «Корсар» (1814), роман Вальтера Скотта «Пират» (1820) и сборник Вашингтона Ирвинга «Рассказы путешественника» (1824).
Начиная с середины XIX века преобладающими героями литературы о пиратах становятся мусульманские корсары Средиземноморья, деятельность которых рассматривается в рамках борьбы христианских государств с экспансией ислама. Из произведений этого рода наиболее известен роман шотландского писателя Роберта Баллантайна «Город пиратов» (1874). Интерес к корсарам Нового Света заново пробудил французский беллетрист Гюстав Эмар своим романом «Флибустьеры» (1860), а затем мексиканский писатель Висенте Рива Паласио романом «Пираты Мексиканского залива» (1869).
Постепенно пираты становятся персонажами второго плана в приключенческих произведениях, сюжетно не связанных с морским разбоем, яркими примерами чему служат романы Жюля Верна «Таинственный остров» (1874), «Архипелаг в огне» (1884), «Плавучий остров» (1895), «Флаг родины» (1896), «Маяк на краю света» (1905) и др.
Важной вехой в развитии пиратской литературы стала публикация в 1881/1882 году романа «Остров сокровищ» Роберта Льюиса Стивенсона под псевдонимом «Капитан Джордж Норс». К 1890 году, когда вышел из печати популярный роман Луи Жаколио «Грабители морей», тиражи книг о пиратах в Европе выросли во много раз. Читателями приключенческой литературы являлись в основном подростки, а основными темами — кораблекрушение, робинзонада, колониальные и морские войны, работорговля и поиски сокровищ. Подобные литературные предпочтения в юмористической форме описаны в рассказе А. П. Чехова «Мальчики» (1887), главные герои которого, русские гимназисты, мечтают сбежать в Америку, где будут «по дороге сражаться с тиграми и дикарями, потом добывать золото и слоновую кость, убивать врагов, поступать в морские разбойники, пить джин и в конце концов жениться на красавицах и обрабатывать плантации». В свою очередь, в самих США популярной среди юношества становится «Книга о пиратах» Говарда Пайла (1903), в русском переводе получившая название «Пираты Южных морей».
Развитию направления поспособствовали британский писатель Артур Конан Дойл, опубликовавший в 1897 году трилогию о Капитане Шарки, а также итальянский писатель Эмилио Сальгари, выпустивший цикл произведений об азиатских пиратах: «Чёрный корсар» (1898—1908), «Сандокан» (1895—1913), «Пираты Малайзии» (1895) и др. Произведения последнего не раз экранизировались. Заслуживает внимания роман «Одиссея капитана Блада» (1922) английского писателя Рафаэля Сабатини, который быстро приобрёл популярность и не только получил продолжения, но и выдержал несколько экранизаций, наиболее удачными из которых признаются постановки 1935 и 1991 годов.
Возникают художественные произведения, в которых действуют современные потомки каперов и флибустьеров, волею судьбы вынужденные заняться промыслом своих знаменитых предков, среди которых выделяются «Сердца трёх» Джека Лондона (1920), главный герой которых ведёт свой род от Генри Моргана, и «Пиратская кровь» Эдгара Берроуза (1932), в центре которой находятся приключения потомка Жана Лафита. А также романы, в которых пираты фигурируют в качестве героев второго плана, деятельность которых является лишь фоном для раскрытия характеров главных персонажей, в том числе женских. Примерами являются «Бухта французского пирата» Дафны Дюморье (1941), экранизированная в 1944 и 1998 годах, а также цикл Анн и Серж Голон о приключениях Анжелики (1960-е гг.), также частично экранизированный.
В середине XX века появляются книги о пиратах, авторы которых пытаются связать их деятельность с социальной и национально-освободительной борьбой, характерными примерами которых являются исторический роман немецкого писателя-коммуниста Вилли Бределя «Братья витальеры» (1950; рус. пер. 1975), посвящённый балтийским пиратам XIV—XV веков, историко-приключенческие романы об эпохе колониализма советского писателя Роберта Штильмарка «Наследник из Калькутты» (1958) и польского писателя Аркадия Фидлера «Белый Ягуар — вождь араваков» (1980), а также повесть американского писателя Уильяма Берроуза «Призрачный шанс» (1991) о легендарной Либерталии. В начале XXI века широкую популярность в странах Восточной Европы приобретают приключенческие романы украинского историка пиратства В. К. Губарева, в центре сюжета которых лежит деятельность наиболее известных карибских корсаров «золотого века морского разбоя», в частности, Франсуа Олоне, Генри Моргана, Уильяма Кидда и др.

### Кинематограф
Фильмы о пиратах, как правило, являются поджанром приключенческих фильмов. Зачастую события в них происходят в XVII—XIX веках и, в большей или меньшей степени, основаны на неких реальных исторических событиях, или же расхожих мифах и легендах. Нередко в основе сюжета их лежат подлинные или вымышленные факты биографий знаменитых пиратов. Фильмы такого рода отличаются сценами морских сражений, битв, красивыми экзотическими ландшафтами, а также акцентированием на теме восстания одного против многих; женщины обычно являются декоративной составляющей, проявляя беспомощность.
- 1926 — «Чёрный пират» с Дугласом Фэрбенксом в главной роли. Первый коммерчески успешный немой фильм.
- 1935 — «Одиссея капитана Блада» с Эрролом Флинном в главной роли. Экранизация одноимённого романа.
- 1940 — «Морской ястреб» — режиссёр Майкл Кёртис (США), в главной роли тот же Эррол Флинн.
- 1942 — «Чёрный лебедь» — режиссёр Генри Кинг (США), по одноимённому роману Рафаэля Сабатини.
- 1944 — «Принцесса и пират» (США) — комедия с Бобом Хоупом в главной роли.
- 1948 — «Пират»[англ.] (США) — мюзикл режиссёра Винсента Минелли.
- 1952 — «Красный корсар» (США) с Бертом Ланкастером в роли капитана Валло.
- 1952 — «Против всех флагов» — режиссёры Джордж Шерман и Дуглас Сирк (США), в главной роли снова Эррол Флинн.
- 1958 — «Флибустьер» — режиссёр Энтони Куинн (США), в роли Жана Лафита — Юл Бриннер.
- 1962 — «Пираты кровавой реки» — режиссёр Джон Гиллинг (Великобритания).
- 1962 — «Капитан Клегг»[англ.] — режиссёр Питер Грэм Скотт (Великобритания).
- 1964 — «Пираты Малайзии» — режиссёр Умберто Ленци (Италия, Франция, ФРГ).
- 1967 — «Пират его величества» — режиссёр Дон Уайс (США).
- 1971 — «Маяк на краю света» (экранизация одноимённого романа Жюля Верна).
- 1976 — «Головорез»[англ.] — режиссёр Джеймс Голдстоун (США).
- 1976 — «Сандокан — Тигр Семи морей» — мини-сериал с Кабиром Беди в главной роли (Италия).
- 1986 — «Пираты» — комедия режиссёра Роман Полански (США).
- 1991 — «Одиссея капитана Блада» — режиссёр Андрей Праченко (СССР, Франция), в главной роли — Ив Ламбрешт.
- 1994 — «Империя пиратов» — реж. Григор Гярдушян (Украина, 1994), в роли Фернана (Оливье) Миссона — Валерий Сторожик.
- 1995 — «Остров головорезов», где Джина Дэвис предстала в образе пиратки Морган Эдамс.
- 1996 — «Возвращение Сандокана» — мини-сериал с Кабиром Беди в главной роли (Италия).
- 1998 — «Бухта французского пирата» — режиссёр Фердинанд Фейрфакс (Великобритания).
- 1999 — «Пираты» — режиссёр Ламберто Бава (Италия; ФРГ).
- 2006 — «Чёрная борода» — режиссёр Кевин Коннор (США), в роли Эдварда Тича — Ангус Макфадьен.
- 2006 — «Сердце пирата» (Störtebeker) — режиссёр Мигель Александр (ФРГ), в роли предводителя витальеров Штёртебекера — Кен Дюкен.
- 2003—2017 — серия фильмов «Пираты Карибского моря» (Walt Disney Pictures).
- 2014 — «Пираты» (Haejeok: badaro gan sanjeok) — приключенческая комедия южнокорейского режиссёра Ли Сок-Хуна.
- 2014 — сериал «Череп и кости» (США), в роли Эдварда Тича — Джон Малкович.
- 2014—2017 — приключенческий сериал «Чёрные паруса» (США, ЮАР), режиссёр Нил Маршалл.
- 2022—2023 — комедийный сериал «Наш флаг означает смерть» (США), режиссёр Тайка Вайтити.

Существует также множество экранизаций литературных произведений о пиратах, включая известные романы Р. Л. Стивенсона «Остров сокровищ» и «Владетель Баллантрэ», а также историю о Питер Пене, где фигурирует отрицательный персонаж Капитан Крюк.